# وعد الشباب
وعد الشباب (بالإندونيسية: Sumpah Pemuda) كان إعلانًا صدر في 28 أكتوبر 1928 من قِبل القوميين الإندونيسيين الشباب في مؤتمر الشباب الثاني. أعلنوا فيه ثلاثة مُثل. وطن واحد، أمة واحدة، ولغة واحدة.

## خلفية
عُقد أول مؤتمر للشباب الإندونيسي في باتافيا، عاصمة جزر الهند الشرقية آنذاك الهولندية في عام 1926. ولم ينتج عنه أي قرارات رسمية، لكنه لم يروج لفكرة إندونيسيا الموحدة. الفكرة هي أن حلم الاستقلال الإندونيسي أصبح حلم كل الشباب الإندونيسي وكل الجهود التي بذلتها منظمة الشباب لتعبئة منظمات الشباب في منتدى واحد.
في أكتوبر 1928 عقد مؤتمر الشباب الإندونيسي الثاني في ثلاثة مواقع مختلفة. في الجلسة الأولى التي عقدت في مبنى رابطة كاثوليك جونغلينين، أُعرب عن الأمل في أن يلهم المؤتمر شعور الوحدة. وشهدت الجلسة الثانية مناقشات حول القضايا التعليمية التي عقدت في مبنى أووست بيوسكوب جاوة. في الجلسة الثالثة والأخيرة التي عقدت في جالان كرامات رايا رقم 106 يوم 28 أكتوبر، استمع المشاركون إلى النشيد الوطني الإندونيسي المستقبلي أندونيسيا رايا من تأليف واد رودولف سوبراتمان. اختتم المؤتمر بقراءة تعهد الشباب.

## الوعد

### الترجمة
أولا:

نحن أبناء وبنات إندونيسيا، نعترف بالوطن الأم إندونيسيا.

ثانيا:

نحن أبناء وبنات إندونيسيا، نعترف بأمة واحدة (شعب واحد) أمة إندونيسيا.

ثالثا:

نحن أبناء وبنات إندونيسيا، نحترم لغة الوحدة الإندونيسية.

## اليوم الوطني
اعتبارًا من نص المرسوم الرئاسي رقم 316 لعام 1959 المؤرخ 16 ديسمبر 1959، أصبح يوم 28 أكتوبر من كل سنة هو يومًا وطنيًا، من غير عطلة.